# باشگاه فوتبال گورنیاک اوچالی
باشگاه فوتبال گورنیاک اوچالی (به روسی: Футбольный клуб Горняк Учалы) یک باشگاه فوتبال منحل‌شده در کشور روسیه بود که در شهر اوچالی، واقع در جمهوری باشقیرستان فعالیت می‌کرد. این باشگاه در سال ۲۰۰۵ تأسیس شد و در سال ۲۰۱۳ منحل گردید.

### تاریخچه
باشگاه گورنیاک اوچالی در سال ۲۰۰۵ پایه‌گذاری شد و فعالیت خود را در رقابت‌های منطقه‌ای آغاز کرد. در نخستین سال فعالیت، این تیم موفق شد به مقام دوم قهرمانی باشقیرستان دست یابد و عنوان قهرمانی جام باشقیرستان را نیز کسب کند.
در سال ۲۰۰۷، گورنیاک عنوان قهرمانی لیگ آماتور روسیه در منطقه اورال و سیبری غربی را به‌دست آورد و از سال ۲۰۰۸ تا ۲۰۱۳ در دسته دوم فوتبال روسیه، منطقه اورال–پووولژیه، حضور یافت. بهترین عملکرد این تیم در لیگ، کسب مقام دوم در فصل ۲۰۰۹ بود.
در جام حذفی روسیه نیز این باشگاه در سال ۲۰۱۰ عملکردی فراتر از انتظار داشت؛ آن‌ها موفق شدند تیم لوکوموتیو مسکو، یکی از باشگاه‌های مطرح روسیه، را با نتیجه ۱ بر ۰ شکست دهند. با این حال، در مرحله بعد در ضربات پنالتی مغلوب آلانیا ولادیکاوکاز شدند.
در سال ۲۰۱۳، باشگاه تصمیم به کناره‌گیری از رقابت‌های دسته دوم گرفت و فعالیت آن متوقف شد.

### ورزشگاه
بازی‌های خانگی باشگاه گورنیاک اوچالی در ورزشگاه گورنیاک برگزار می‌شد. این ورزشگاه در شهر اوچالی واقع شده و میزبان رقابت‌های رسمی این تیم در دوران فعالیتش بود.

### کادر فنی و بازیکنان سرشناس
از جمله چهره‌های برجسته کادر فنی این باشگاه می‌توان به دیمیتری رادیوکین اشاره کرد که در دوره‌های مختلف، از جمله سال‌های ۲۰۰۹ و ۲۰۱۲، هدایت تیم را بر عهده داشت.
از میان بازیکنان برجسته باشگاه می‌توان به ایشخان گلویان، بازیکن تیم ملی ارمنستان، و بولات خایرنصاف، مدافع اهل روسیه، اشاره کرد.

### افتخارات
- قهرمان جام باشقیرستان: ۲۰۰۵
- قهرمان لیگ آماتور منطقه اورال و سیبری غربی: ۲۰۰۷
- نایب‌قهرمان دسته دوم روسیه – منطقه اورال–پووولژیه: ۲۰۰۹